# E. Ambriz DeColosio
Eduardo Ambriz DeColosio (* in Blythe) ist ein US-amerikanischer Schauspieler und Synchronsprecher.

## Leben
DeColosio wurde als Sohn einer Migrantenfamilie aus Mexiko in Blythe geboren. Er wuchs im kalifornischen Brawley auf. Seine Eltern arbeiteten als Erntehelfer auf Wassermelonenfeldern im Imperial County. Er machte seinen Abschluss an der Brawley Union High School und nahm Schauspielunterricht bei Nancy Berwid.
2006 gab DeColosio sein Schauspieldebüt im Fernsehfilm Kambal: The Twins of Prophecy. Drei Jahre später spielte er in der Filmproduktion Wild Chicks mit. Im Folgejahr hatte er eine Episodenrolle in der Fernsehserie Criminal Minds und eine Nebenrolle in Run for Her Life inne. Nach einer kleineren Rolle im Film Contagion aus dem Jahr 2011, spielte er 2012 in Knife Fight – Die Gier nach Macht die Rolle des Carlos Lopez. In den nächsten Jahren folgten mehrere Episodenrollen in verschiedenen Fernsehserien. 2013 stellte er im Film Fight Club 2 – Faustkampf im Barrio die Rolle des Eduardo Ruiz dar. 2022 spielte er in sechs Episoden der Fernsehserie Gelobtes Land die wiederkehrende Rolle des mexikanischen Vorarbeiter Gonzo.
Als Synchronsprecher war er unter anderen 2016 im Computerspiel Watch Dogs 2 und 2017 im Animationsfilm Cars 3: Evolution zu hören.

## Filmografie (Auswahl)
- 2006: Kambal: The Twins of Prophecy (Fernsehfilm)
- 2009: Wild Chicks
- 2010: Criminal Minds (Fernsehserie, Episode 5x19)
- 2010: Run for Her Life (Inhale)
- 2011: Contagion
- 2012: Knife Fight – Die Gier nach Macht (Knife Fight)
- 2012: Harry’s Law (Fernsehserie, Episode 2x20)
- 2012: Rizzoli & Isles (Fernsehserie, Episode 3x08)
- 2012: Ruth & Erica (Fernsehserie, Episode 1x10)
- 2012: Mi Tierra (Kurzfilm)
- 2013: InAPPropriate Comedy
- 2013: Fight Club 2 – Faustkampf im Barrio (Barrio Brawler)
- 2013: The Bridge – America (The Bridge, Fernsehserie, Episode 1x01)
- 2013: Franklin & Bash (Fernsehserie, Episode 3x06)
- 2015: San Andreas
- 2016: Love Twice
- 2017: American Crime (Fernsehserie, Episode 3x03)
- 2017: Shooter (Fernsehserie, Episode 2x04)
- 2018: Blindspotting
- 2019: Navy CIS (NCIS, Fernsehserie, Episode 17x06)
- 2020: S.W.A.T. (Fernsehserie, Episode 3x21)
- 2021: Blindspotting (Fernsehserie, Episode 1x08)
- 2022: Gelobtes Land (Promised Land, Fernsehserie, 6 Episoden)
- 2022: FBI (Fernsehserie, Episode 4x17)
- 2023: Makeshift Society (Fernsehserie, Episode 1x01)
- 2024: Knawbone Creek (Miniserie)

## Synchronisationen (Auswahl)
- 2016: Watch Dogs 2 (Computerspiel)
- 2017: Cars 3: Evolution (Cars 3, Animationsfilm)